# Мамедов, Зият Искендер оглы
Зият Искендер оглы Мамедов (азерб. Ziyad İsgəndər oğlu Məmmədov; 1911, Зангезурский уезд — 1995, Баку) — советский азербайджанский государственный деятель и учёный, Герой Социалистического Труда (1948), кандидат биологических наук (1953).

## Биография
Родился в 1911 году в селе Меликли Зангезурского уезда Елизаветпольской губернии (ныне село в Зангеланском районе Азербайджана).
В 1936—1952 годах — заведующий Маштагинским районным отделом сельского хозяйства, редактор газеты «Апшеронский колхозник», агроном в Маштагинской МТС и Министерстве сельского хозяйства Азербайджанской ССР, председатель исполкома Зангеланского районного Совета депутатов трудящихся. В 1947 году своей работой обеспечил перевыполнение в среднем по Зангеланскому району планового сбора хлопка на 82,9 процентов.
Указом Президиума Верховного Совета СССР от 10 марта 1948 года за получение в 1947 году высоких урожаев хлопка Мамедову Зияту Искендер оглы присвоено звание Героя Социалистического Труда с вручением ордена Ленина и золотой медали «Серп и Молот».
С 1952 года — научный сотрудник Института земледелия, с 1967 года — старший научный сотрудник Института генетики и селекции АН Азербайджанской ССР. Автор ряда научных работ — «Влияние микроэлементов на урожайность овощей в условиях Апшеронского полуострова» (1963), «Влияние минеральных элементов на урожайность растений» (1970) и «Питание и урожай сельскохозяйственных растений» (1991).
Активно участвовал в общественной жизни Азербайджана. Член КПСС с 1932 года. Делегат XIX съезда КП Азербайджана.
Скончался в 1995 году.